# Escudería Repsol
La Escudería Repsol fue un equipo privado de rallyes español que compitió en los años 60 y 70 en competiciones de rally y circuitos y fundado por el RACE. Nació en 1969 con el apoyo de Repsol, entonces la marca de lubricantes que producía la empresa Refinería de Petróleos de Escombreras (REPESA), y sus coches tenían una característica «R» redonda. Los principales pilotos de la escudería fueron: Alberto Ruiz-Giménez, Eladio Doncel, José Manuel Lencina y Manuel Juncosa. Inicialmente el equipo corrió con modelos italianos, Lancia, Alfa Romeo, Abarth y más tarde lo hizo con Porsche, SEAT, Renault, Ford y BMW logrando victorias en distintas disciplinas automovilísticas: circuitos, resistencia o, especialmente, rallyes donde lograron el Campeonato de España de Rally en 1970. Fue uno de los primeros equipos profesionales en España. La escudería desaparecería finalmente en 1973.
En 2008 se creó el equipo Repsol Classic Team, pensado para competir en pruebas de rally históricos y en recuerdo de la Escudería Repsol.

## Historia
Hacía 1968 el RACE competía en pruebas de rally de España con una escudería que acabaría convirtiéndose en la futura Escudería Repsol bajo la dirección de Carlos Sánchez Sicilia, que era cuñado de Luis Valero Bermejo presidente entonces de la Refinería de Petróleos de Escombreras (REPESA). El nombre del equipo inicialmente era Repsol-Jolly Club y competían con modelos italianos como Lancia. En 1969 el presidente del RACE, Jesús Saiz, pidió ayuda a Repsol para apoyar a sus pilotos: Alberto Ruiz-Giménez, Eladio Doncel y Jaime Lazcano en rally y Ben Heiderich, Julio Gargallo y José de la Peña en circuitos. Para rallyes se alquilaron modelos italianos a la escudería Jolly Club, que competía en España desde hacía años, y para circuitos modelos Porsche como un 911L, 911R o 907. Ese año José Manuel Lencina ocupó el puesto de Jaime Lazcano que había destrozado su Lancia Fulvia Zagato en el Costa Brava y además el equipo contrató al piloto y preparador Manuel Juncosa que corría con modelos Abarth y SEAT preparados por él mismo con la intención de enfrentarse a los modelos de FASA-Renault, su principal rival en el campeonato. 

### Temporada 1970
A pesar de lograr algún buen resultado que otro, como el segundo puesto de Juncosa en el Rally Costa Brava de 1969, para la temporada 1970 la escudería decidió adquirir directamente de fábrica sendos Porsche 911 S con motor 2,2 cc que además pasó a ser dirigida por Eladio Doncel, compaginando su labor como director deportivo y piloto. Para enero de 1970 el equipo se había inscrito en el Rally de Montecarlo, con Doncel, José Manuel Lencina y Alberto Ruiz-Giménez, pero luego se decidió no acudir tras la decisión de cambiarse a los Porsche. De esta manera y a la espera de la llegada de los modelos alemanes, el equipo tuvo que adquirir diferentes monturas como un Renault 8 Gordini o un Porsche 911 R del preparador francés Egreteaud. En junio de 1970 finalmente la escudería contó con sus Porsche 911 con los que se compitió en el Rally de Orense y el Sherry, en ambas con victoria para Alberto Ruiz-Giménez. El propio Giménez logró un importante segundo puesto en el Rally RACE con abundante participación extranjera, donde venció el francés Jean-Pierre Nicolas. Por su parte Doncel que se había en el RACE, logró tres victorias consecutivas: Rally 2000 Virajes, Rally Barcelona-Andorra y Rally Firestone. A falta de una prueba para concluir el campeonato nacional, el rally Costa del Sol, Doncel que contaba con cierta ventaja en la clasificación decidió no participar, cediendo su coche a Lencina para permitir que Giménez ganase. Lencina se hizo con la victoria y Giménez a pesar de retirarse se proclamó campeón de España.

### Temporada 1971

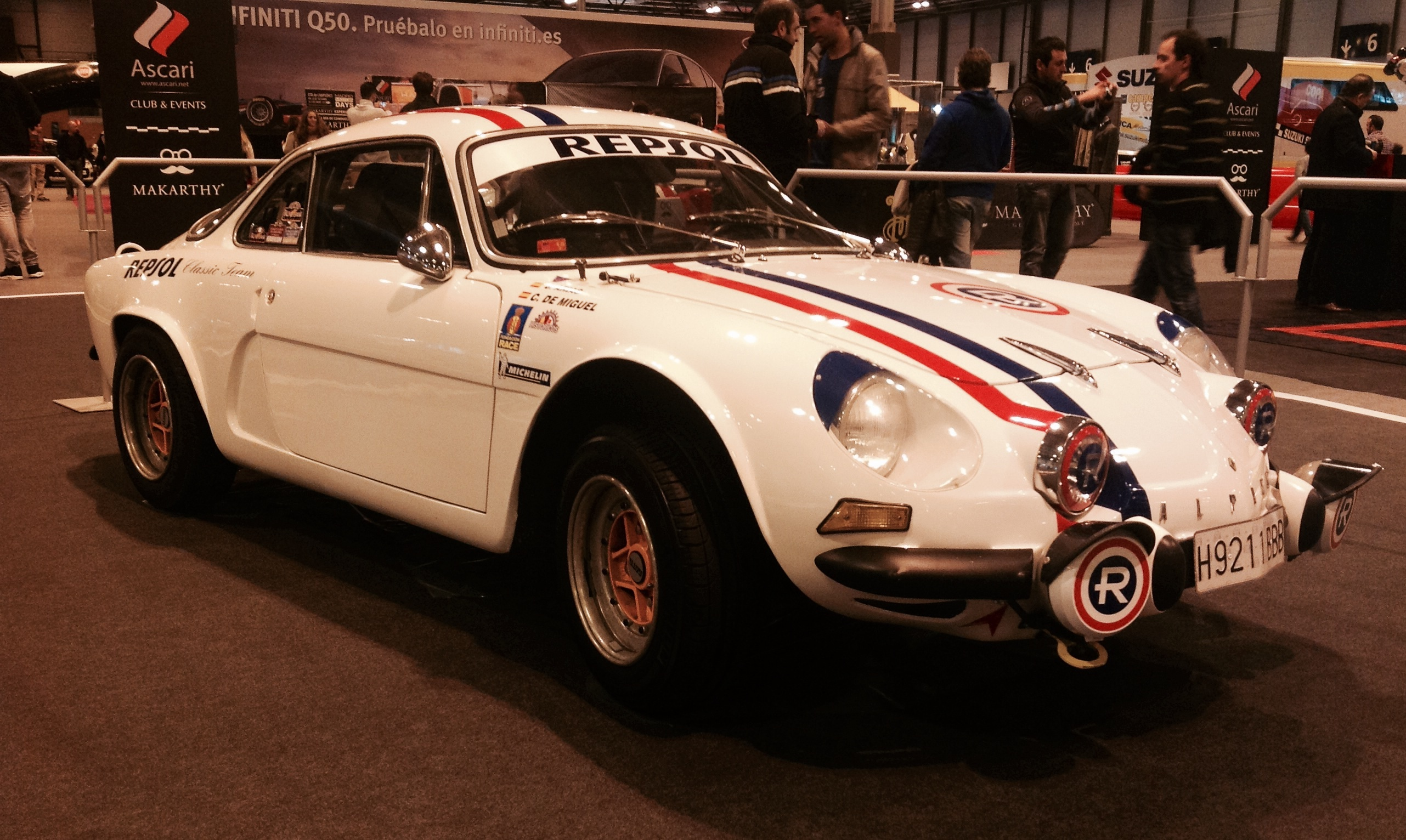
Renault Alpine del Repsol Classic Team con los colores clásicos y la «R» redonda de la Escudería Repsol.

Para la temporada 1971 el preparador madrileño Andrés Manso dispuso primero del Porsche de Doncel para revisarlo y dotarlo de algunos caballos más con la firme intención de combatir a su principal rival, FASA que ese año preparó un Renault 8 Gordini Proto a Lucas Sainz. La Repsol contó de nuevo con Giménez, Doncel y Lencina que alternó su programa en rallyes con participaciones en pruebas de montaña con un Porsche 908/1 y en circuitos con un BMW 2002 Alpina. Giménez inició la temporada con una victoria en el Rally Fallas seguido de Lencina y Sainz tercero. En el Costa Brava ni Giménez ni Sainz lograron terminar siendo la victoria para Lencina por delante del Abarth 2000 de Manuel Juncosa y el Porsche 911 R de Estanislao Reverter. Este triunfo le dio el liderato del campeonato a Lencina. En el Vasco Navarro donde venció el francés Bernard Tramont con un Alpine 1600S, Ruiz-Giménez fue segundo por delante de Marc Etchebers, puesto que repitió luego en un difícil y nevado Criterium Guilleries. En esta prueba Juncosa que cambió su Abarth por un SEAT 124 logró la tercera posición, tenía la difícil tarea de arrebatar puntos en la FN (Fabricación Nacional) a los Renault. 
En el Criterium Luis de Baviera la escudería logró un doblete con Giménez y Lencina, mientras que Juncosa más retrasado, fue séptimo con su 124. En el Rally Ruta del Salmón y el 500 km Noctubnos de Alicante vencieron de nuevo los Porsche de Lencina primero y Giménez después mientras que Sainz fue tercero pero primero en la categoría FN lo que le permitía sumar una buena renta de puntos de cara al campeonato. En el Critérium de la Rioja Ruiz-Giménez sumó su carta victoria de la temporada y en verano Doncel decidió participar logrando tres victorias consecutivas en Orense, Cid y el Rías Bajas postulándose como candidato al título. Sin embargo en el Memorial Jaime Segovia de Bilbao Doncel sufre una aparatosa salida con su Porsche 911 que se incendió y quedó totalmente calcinado. El triunfo fue para Giménez que quedó como líder del equipo al ser el único Porsche disponible en la Repsol. 
Sumó otra victoria en el Rally Ciudad de Oviedo por delante de Lucas Sainz, su único rival de cara a revalidar el título nacional. En esta prueba Lencia tomó parte con una curiosa montura, un biplaza híbrido con elementos meánicos SEAT y Alpine, denominada por su creador León de Cos como Barqueta Adidas Renault. Aunque no logró terminar este vehículo se utilizaría posteriormente en pruebas de montaña. En el Sherry Giménez sumó otro podio y en el Rally RACE solo pudo ser quinto, aunque luego no volvió a bajarse del podio en la recta final del campeonato. Segundo en el Firestone, primero en el Barcelona-Andorra y segundo en el 2000 Virajes. Para la última prueba donde se jugaban el título, Repsol decidió alquilar un Abarth 200 Spyder para Ruiz-Giménez, modelo con el que Sandro Munari había ganado el Tour de Bélgica del europeo, mientras que Lencina salió con el Porsche. Para lograr el campeonato Ruiz-Giménez necesitaba ganar y que Lucas Sainz fuese como máximo quinto. A pesar de que Lencina que marchaba líder del rally, cedió el primer puesto a su compañero de equipo, no así el trofeo y los premios del mismo, y por tanto doblete para la Repsol, el cuarto puesto del piloto de FASA, que logró vencer en el último tramo a Etchebers, y sobre todo el primer puesto en la categoría Fabricación Nacional, el título fue finalmente para Lucas Sainz. Esto sentó muy mal en la Escudería Repsol, que vio como un piloto con un coche técnicamente inferior y sin haber ganado ninguna carrera en todo el año se proclamaba campeón, por lo que Doncel dimitió como director y en su lugar entró el periodista Juan Carlos Parejo.

### Temporada 1972
En 1972 la escudería centró sus esfuerzos en circuitos, participando en la Formula 1430 con  Emilio Rodríguez Zapico y Lencina a bordo de sendos monoplazas Etco. Ruiz-Giménez también se pasó a esta disciplina compitiendo con un Ford Capri, mientras que Doncel y Juncosa se centraron en los rallyes pero con un programa menor. Lencina adquirió el único Porsche superviviente de la Repsol que lo apoyó pero de manera discreta y solamente acudió a algunas pruebas logrando una victoria en el Rally del Sherry. Con la promesa por parte de la Repsol de una ayuda económica que nunca llegó, Doncel alquiló un Porsche al preparador francés Egreteaud con el que participó asiduamente en el campeonato nacional logrando buenos resultados en la primera mitad del calendario, con tres victorias en el Rally de la Lana, Rally Vasco Navarro y Criterium de la Rioja.  Por su parte Juncosa, que optó por modelos de la casa SEAT, primero un SEAT 1430-1600 y luego un SEAT 850 Sport Spyder, realizó un campeonato notable logrando la victoria en el Rally de las Cavas, Baix Ebre y el 500 km Nocurnos de Alicante y varios podios que le permitireron llegar a la última cita, el Costa del Sol, con opciones de proclamarse campeón. En la misma termina tercero pero no logra superar a Salvador Cañellas, que obtuvo el segundo puesto y el título.

## Resultados

### Campeonato de España de Rally
| Año  | Automóvil               | Pilotos              | 1     | 2       | 3      | 4       | 5       | 6       | 7     | 8     | 9       | 10      | 11    | 12      | 13      | 14      | 15    | 16      | 17      | 18      | 19    | 20    | 21    | Pos. | Puntos |
| ---- | ----------------------- | -------------------- | ----- | ------- | ------ | ------- | ------- | ------- | ----- | ----- | ------- | ------- | ----- | ------- | ------- | ------- | ----- | ------- | ------- | ------- | ----- | ----- | ----- | ---- | ------ |
| 1969 | Abarth 2000 OT          | Manuel Juncosa       | CBR 2 | VCN     | OUR    | RBX Ret | CDO     | RES     | FIR   | 2VI 2 | BAN 2   | CDS     |       |         |         |         |       |         |         |         |       |       |       |      |        |
| 1969 | Lancia Fulvia           | José Manuel Lencina  | CBR   | VCN     | OUR    | RBX     | CDO     | RES 7   | FIR   | 2VI   | BAN     | CDS     |       |         |         |         |       |         |         |         |       |       |       |      |        |
| 1969 | Lancia Fulvia           | Alberto Ruiz-Giménez | CBR 3 | VCN 3   | OUR 6  |         | CDO     | RES 4   | FIR   | 2VI ? | BAN Ret | CDS     |       |         |         |         |       |         |         |         |       |       |       |      |        |
| 1969 | Porsche 911             | Alberto Ruiz-Giménez |       |         |        | RBX Ret |         |         |       |       |         |         |       |         |         |         |       |         |         |         |       |       |       |      |        |
| 1970 | Abarth 2000 OT          | Manuel Juncosa       | CBR 1 | FLL     | VCN 6  | CLB 4   | PIK 2   | 500 1   | OUR 3 | CID   | COR 2   | RBX 1   | BOS   | CDO 2   | RES Ret | 2VI 3   | BAN 3 | FIR     | CDS Ret |         |       |       |       | 3º   | 356    |
| 1970 | Renault 8 Gordini       | Eladio Doncel        | CBR   | FLL     | VCN 11 |         |         |         |       |       |         |         |       |         |         |         |       |         |         |         |       |       |       | 2º   | 417    |
| 1970 | Porsche 911             | Eladio Doncel        |       |         |        | CLB 6   | PIK     | 500     | OUR 4 | CID   | COR 1   | RBX Ret | BOS   | CDO 1   | RES     | 2VI 1   | BAN 1 | FIR 1   | CDS     |         |       |       |       | 2º   | 417    |
| 1970 | Porsche 911             | Alberto Ruiz-Giménez | CBR   | FLL 4   | VCN 4  | CLB 2   | PIK 4   | 500     | OUR 1 | CID 1 | COR     | RBX     | BOS   | CDO 3   | RES 2   | 2VI 2   | BAN 2 | FIR 2   | CDS Ret |         |       |       |       | 1º   | 430    |
| 1970 | Porsche 911             | José Manuel Lencina  | CBR   | FLL     | VCN    | CLB     | PIK     | 500     | OUR   | CID   | COR     | RBX 6   | BOS   | CDO     | RES     | 2VI     | BAN   | FIR     | CDS 1   |         |       |       |       |      |        |
| 1971 | Porsche 911             | Alberto Ruiz-Giménez | FLL 1 | CBR Ret | VCN 2  | CGU 2   | CLB 1   | GIJ 2   | 500 1 | RIO 1 | OUR 2   | CID 2   | RBX 2 | BOS 1   | CDO 1   | SHE 2   | RES 5 | FIR 2   | BAN 1   | 2VI 2   |       |       |       | 2º   | 487    |
| 1971 | Abarth 2000             | Alberto Ruiz-Giménez |       |         |        |         |         |         |       |       |         |         |       |         |         |         |       |         |         |         | CDS 1 |       |       | 2º   | 487    |
| 1971 | Porsche 911             | Eladio Doncel        | FLL   | CBR     | VCN    | CGU     | CLB     | GIJ     | 500   | RIO   | OUR 1   | CID 1   | RBX 1 | BOS     | CDO     | SHE     | RES   | FIR     | BAN     | 2VI     | CDS   |       |       |      |        |
| 1971 | Porsche 911             | José Manuel Lencina  | FLL 2 | CBR 1   | VCN    | CGU     | CLB 2   | GIJ 1   | 500   | RIO   | OUR     | CID     | RBX   | BOS     |         | SHE     | RES   | FIR     | BAN     | 2VI     | CDS 2 |       |       | 4º   | 274    |
| 1971 | Barqueta Adidas-Renault | José Manuel Lencina  |       |         |        |         |         |         |       |       |         |         |       |         | CDO Ret |         |       |         |         |         |       |       |       | 4º   | 274    |
| 1971 | Abarth 2000 OT          | Manuel Juncosa       | FLL   | CBR 2   |        |         |         |         |       |       |         |         |       |         |         |         |       |         |         |         |       |       |       | 3º   | 415    |
| 1971 | SEAT 124                | Manuel Juncosa       |       |         | VCN 5  | CGU 3   | CLB 7   | GIJ 3   | 500   | RIO 3 | OUR     | CID 5   | RBX 9 | BOS 5   | CDO     |         |       |         |         |         |       |       |       | 3º   | 415    |
| 1971 | SEAT 1430/1600          | Manuel Juncosa       |       |         |        |         |         |         |       |       |         |         |       |         | CDO     | SHE     | RES   | FIR 6   | BAN 2   | 2VI 4   | CDS 7 |       |       | 3º   | 415    |
| 1972 | Porsche 911 S           | José Manuel Lencina  | FLL   | CBR     | LAN    | VCN     | GUI     | FIR     | CAV   | BEB   | CLB     | 500     | RIO   | RBX Ret | BOS     | OVI     | SHE 1 | AER     | RAC Ret | 2VI     | BAN   | VEA   | CDS   |      |        |
| 1972 | Porsche 911 S           | Eladio Doncel        | FLL   | CBR     | LAN 1  | VCN 1   | GUI Ret | FIR 2   | CAV   | BEB   | CLB     | 500     | RIO 1 | RBX Ret | BOS Ret | OVI Ret | SHE   | AER     | RAC     | 2VI     | BAN   | VEA   | CDS   |      |        |
| 1972 | SEAT 1430/1600          | Manuel Juncosa       | FLL 3 | CBR 3   | LAN    | VCN     | GUI Ret | FIR Ret | CAV 1 | BEB 1 | CLB     | 500 1   | RIO   | RBX Ret | BOS 5   | OVI 2   | SHE 8 | AER Ret | RAC 2   |         |       |       | CDS 3 | 2º   | 578    |
| 1972 | SEAT 850 Sport Spyder   | Manuel Juncosa       |       |         |        |         |         |         |       |       |         |         |       |         |         |         |       |         |         | 2VI Ret | BAN 6 | VEA 3 |       | 2º   | 578    |

### Campeonato de España de Formula 1430
- Fuente[14]

| Año  | Chasis | Piloto                  | 1 JAR | 2 JAR | 3 ALB | 4 JAR | 5 PAL | 6 JAR | 7 MON | 8 JAR | 9 JAR | 10 JAR | Pos. | Puntos |
| ---- | ------ | ----------------------- | ----- | ----- | ----- | ----- | ----- | ----- | ----- | ----- | ----- | ------ | ---- | ------ |
| 1972 | Etco   | Emilio Rodríguez Zapico | 2     |       |       |       |       | 5     |       |       |       | 4      | 8º   | 24     |
| 1972 | Etco   | José Manuel Lencina     | 4     |       |       |       |       |       |       |       |       |        | 16º  | 7      |

### Campeonato de España de Conductores de Velocidad en Circuito para Vehículos de Turismo
| Año  | Automóvil  | Piloto               | 1 MON | 2 VIT | 3 PAQ | 4 LUS | 5 TVE | 6 EST | 7 VIL | 8 FRA | 9 ZAN | 10 ALC | 11 PAL | 12 DEP | 13 TT | 14 JAM | 15 BAR | 16 GP | Pos. | Puntos |
| ---- | ---------- | -------------------- | ----- | ----- | ----- | ----- | ----- | ----- | ----- | ----- | ----- | ------ | ------ | ------ | ----- | ------ | ------ | ----- | ---- | ------ |
| 1972 | Ford Capri | Alberto Ruiz-Giménez |       | 1     | 1     |       |       | 2     |       |       |       | 1      |        | 3      |       |        |        |       |      |        |